# Gabriele Herz
Gabriele Herz, geb. Berl (* 26. April 1886 in Wien; † 14. Februar 1957 in Rochester/New York) war eine österreichische Lehrerin und Autobiografin, Ehefrau des deutschen, jüdischen Verlegers Emil Herz und Opfer der nationalsozialistischen Judenverfolgung.

## Biographie
Gabriele Herz wurde am 26. April 1886 als Gabriele (Yella) Berl als zweite Tochter eines Tuchfabrikanten in eine gutbürgerliche jüdische Familie in Wien geboren. Dort besuchte sie die Schule bis zum Abitur und arbeitete dann als Privatlehrerin für Französisch und Englisch. Auf Besuch bei ihrer verheirateten Schwester Marta in Berlin, lernte sie den jungen Lektor Emanuel Emil Herz kennen, den sie am 14. Juni 1910 heiratete. Zu diesem Zeitpunkt war Emil Herz schon in leitender Position beim Berliner Ullstein-Verlag tätig und stammte aus einer Familie in Warburg/Westfalen, aus der etliche jüdische Gelehrte und Rabbiner hervorgegangen sind. Mit der Eheschließung fand Gabriele Herz Zugang zum Kern des assimilierten jüdischen Bürgertums in Berlin. Die Familienvilla in Dahlem war ein Treffpunkt für viele Autoren des Ullstein-Verlags und andere Freunde aus den Kreisen der Berliner Intellektuellen, darunter Erich Maria Remarque, Lion Feuchtwanger und Max Reinhardt.
Direkt nach der Machtübernahme der Nationalsozialisten im Jahre 1933 begann die schrittweise Unterwanderung des Ullstein-Verlags durch die Nazis. Ende März 1934 wurde Emil Herz, inzwischen Direktor, zum Rücktritt gezwungen und mit anderen jüdischen Mitarbeitern aus dem Verlag gedrängt. Über den Jahreswechsel 1935–36 starteten Gabriele Herz und ihr Ehemann eine Erkundungsreise nach Palästina. Da Emil Herz dort schwer erkrankt war und dort auch keine Perspektive für sich und seine Familie gesehen hat, reisten sie nach einigen Wochen wieder nach Deutschland zurück. Emil Herz wollte eigentlich gar nicht auswandern, aber seine Frau ergriff die Initiative und fuhr anschließend alleine für mehrere Monate nach Italien, um bei der Schwester ihrer Mutter in Meran Aufenthaltsmöglichkeiten zu erkunden. Ende August 1936 kehrte sie zurück und wurde auf den 30. September 1936 von der Berliner Gestapo zu einer Vernehmung im Polizeipräsidium am Alexanderplatz vorgeladen, das seit 1933 von der Gestapo genutzt wurde. Dort teilte man ihr mit, dass ein Aufenthalt über drei Monate im Ausland das Recht auf eine Rückkehr nach Deutschland verwirkt und unter Strafe steht. Gabriele Herz kannte diese Verordnung nicht und wies darauf hin, dass diese zum Zeitpunkt ihrer Ausreise noch nicht bestanden hätte. Der vernehmende Beamte bestätigte, dass die Verordnung „erst jüngst mit rückwirkender Kraft“ erlassen wurde. Sie besagte, dass nach Deutschland zurückkehrende politische Flüchtlinge und „Nicht-Arier“, die länger als drei Monate im Ausland waren, als Verdächtige in Schutzhaft zu nehmen sind.
Nach Ende der Vernehmung entschied der Gestapobeamte: „Da Ihr Auslandsaufenthalt sich auf einige Monate in dem befreundeten Italien beschränkt hat, wird nur auf drei Monate Schulunslager gegen Sie erkannt.“ Insbesondere Jüdinnen waren allerdings oft erheblich länger in Haft, als ursprünglich angeordnet. So auch Gabriele Herz, die nun als „Remigrantin“, also als „unerwünschte Rückkehrerin“ galt. Dabei sollten die Remigranten zur ideologischen Unterweisung in sogenannten Schulungslagern gefangengehalten werden. Da es solche speziellen Lager nicht gab, wurden männliche Remigranten im KZ Dachau und weibliche im KZ Moringen interniert. Die Freilassung war vom Ergebnis der Gestapoüberprüfung und von guter Führung während der Untersuchung abhängig.
Gabriele Herz hatte nun einen Tag Zeit, ihre Angelegenheiten zu regeln und musste sich am 1. Oktober wieder im Polizeipräsidium einfinden. Nachdem man sie dort einige Tage festgehalten und ein zweites Mal vernommen hat, wurde sie in ein Frauengefängnis in Hannover überstellt, von dem sie dann drei Tage später in das KZ Moringen gebracht wurde. Emil Herz trieb währenddessen die Emigrationsplanung für seine Familie weiter und bemühte sich verzweifelt um die Entlassung seiner Frau. Bemerkenswert ist, dass sich das „Schulungsprogramm“ im Lager auf das tägliche Vorlesen des Völkischen Beobachters beschränkte, sowie das gelegentliche Anhören von Ministerreden im Radio. Im Gegensatz zu Kriminellen und Prostituierten, die in anderen Räumlichkeiten untergebracht waren, mussten Jüdinnen und politische Häftlinge, zu denen auch die Zeugen Jehovas gehörten, im Lager nicht arbeiten.  Um der herrschenden Langeweile zu begegnen, begann Gabriele Herz interessierten Mithäftlingen Englischunterricht zu erteilen, der mit der Zeit immer größeren Zuspruch fand; bis durch einen offiziellen Erlass verboten wurde, dass Juden Arier unterrichten.

## Flucht aus Deutschland
Nach sechs Monaten wurde Gabriele Herz am 17. März 1937 aus der Haft entlassen. Sie musste sich dazu verpflichten, Deutschland innerhalb von zwei Wochen zu verlassen. Ende März 1937 flohen Gabriele und Emil über die Schweiz nach Florenz. Ihre beiden minderjährigen Kinder Elisabeth (20 Jahre alt) und Arthur (16 Jahre alt) blieben zunächst zurück. Anfang 1938 floh auch Arthur nach Florenz und im Oktober 1938 flohen Gabriele, Emil und Arthur aus Italien nach Lugano. Anfang 1939 emigrierten Gabriele, Emil, Arthur und endlich auch Elisabeth nach Havanna auf Kuba. 1940 erhielten sie ein US-Visum und gelangten nach Rochester im Bundesstaat New York, wo sie dann dauerhaft blieben. Auch den beiden älteren Kindern gelang die Flucht: Gertrud nach Shanghai und Erwin nach England. In Rochester arbeitete Gabriele Herz als Putzfrau in einem Krankenhaus und verdiente den Unterhalt für die Familie, da ihr Mann am Grauen Star erkrankte und keiner bezahlten Tätigkeit nachgehen konnte.
In den folgenden Jahren dokumentierte und verarbeitete Gabriele Herz ihre Erlebnisse während ihrer Haft in Moringen. Veröffentlicht wurden ihre Memoiren erst im Jahre 2006, also fast 50 Jahre nach ihrem Tod unter dem Titel „The Women's Camp in Moringen - A Memoir of Imprisonment in Germany 1936-1937“. Die deutsche Fassung erschien im Jahre 2009. Eine Frage blieb für Gabriele Herz immer offen:
„Wie kann eine Nation, die sich solch enormer Errungenschaften rühmen kann, die einen Bach und einen Beethoven, einen Schiller und einen Goethe, einen Kant und einen Hegel hervorgebracht hat, so tief sinken und sich widerstandslos den Geboten einer einzigen Person unterwerfen? Aber Hitler ist wahrscheinlich kein isoliertes Phänomen, sondern die Personifizierung, die ultimative Manifestation des deutschen Masseninstinkts. Vielleicht ist die deutsche Kultur nur eine dünne Kruste, unter der ein Vulkan kaum unterdrückter wilder Triebe wütet. Ich suche immer noch nach einer zufriedenstellenden Erklärung für diesen angeborenen Widerspruch, für diesen dramatischen und gefährlichen Konflikt im Charakter einer großen Nation. Ich finde keine.“
Allerdings hatte Gabriele Herz auch die Gefahren der kommunistischen Ideologie erkannt und sich in ihrem Buch dazu wie folgt geäußert:
„Meine Beziehungen zu meinen kommunistischen Gefährtinnen sind rein privater, niemals politischer Art. Ich bewundere ihre Anständigkeit, ihren Mut, ihre Standhaftigkeit und ihre Intelligenz, soweit diese letztere sich auf das rein Menschliche bezieht. Aber sobald Ideologie, die Weltanschauung des Kommunismus in Frage kommt, kann ich ihnen nicht folgen. Ich bin zu tief verhaftet in der großen, freien demokratischen Tradition und vermag daher keinen Segen zu erblicken in der Preisgabe der Persönlichkeit, der individuellen Werte, zu Gunsten des unterschiedlosen, totalitären Machtanspruchs, den der Kommunismus zum Kernpunkt seiner Lehre macht.“

## Veröffentlichungen
- Gabriele Herz: The Women's Camp in Moringen - A Memoir of Imprisonment in Germany 1936-1937. Berghan, 2006, ISBN 978-1-84545-077-9
- Gabriele Herz: Das Frauenlager von Moringen - Schicksale in früher Nazizeit. Hrsg.: Jane Caplan, Vorwärts Buch Verlag, 2009, ISBN 978-3-86602-370-3
- Gabriele Herz: Im Judensaal des Frauenkonzentrationslagers Moringen. in Informationen. Studienkreis Deutscher Widerstand, Nr. 51, März 2000, 25. Jg.